# Doux, Deux-Sèvres
Doux är en kommun i departementet Deux-Sèvres i regionen Nouvelle-Aquitaine i västra Frankrike. Kommunen ligger i kantonen Thénezay som tillhör arrondissementet Parthenay. År 2022 hade Doux 213 invånare.

## Befolkningsutveckling
Antalet invånare i kommunen Doux
| Referens: INSEE |